# Westel 900 Budapest Open 2000
Il Westel 900 Budapest Open 2000 è un torneo di tennis giocato sulla terra rossa. È stata la 5ª edizione dell'Hungarian Grand Prix, che fa parte della categoria Tier IVb nell'ambito del WTA Tour 2000. Si gioca a Budapest in Ungheria, dal 17 al 23 aprile 2000.

## Campionesse

### Singolare
Tathiana Garbin ha battuto in finale  Kristie Boogert con il punteggio di 6–2, 7–6(4).

### Doppio
Ljubomira Bačeva /  Cristina Torrens Valero hanno battuto in finale  Jelena Kostanić Tošić /  Sandra Načuk con il punteggio di 6–0, 6–2.